# Muchino (rejon pskowski)
Muchino (ros. Мухино) – wieś (dieriewnia) w Rosji, w obwodzie pskowskim, w rejonie pskowskim. W 2010 liczyła 25 mieszkańców.